# نازک‌تر (فیلم)
نازک‌تر (به انگلیسی: Thinner) فیلمی محصول سال ۱۹۹۶ و به کارگردانی تام هالند است. در این فیلم بازیگرانی همچون رابرت جان برک، جو مانتگنا، جولی کاونر، لوسیندا جنی، مایکل کنستانتین، کاری ورر، بیتنی جوی لنز، دنیل وان بارگن، الیزابت فرانتس، استیون کینگ و والتر بابی ایفای نقش کرده‌اند.فخفل